# U 57 (U-Boot, 1916)
U 57 war ein dieselelektrisches U-Boot der deutschen Kaiserlichen Marine, das im Ersten Weltkrieg zum Einsatz kam.

## Einsätze
U 57 lief am 29. April 1916 bei der AG Weser in Bremen vom Stapel und wurde am 6. Juli 1916 in Dienst gestellt. Die Kommandanten des U-Bootes waren Carl-Siegfried von Georg (6. Juli 1916 – 19. Dezember 1917) und Oberleutnant zur See d. R. Walter Stein (Januar 1918 – 11. November 1918).
U 57 führte während des Ersten Weltkriegs sieben Feindfahrten in der Nordsee beziehungsweise im östlichen Nordatlantik durch. Dabei wurden insgesamt 55 Handelsschiffe der Entente und neutraler Staaten mit einer Gesamttonnage von 91.680 BRT versenkt. Darunter befand sich eine britische Fischfangflotte mit über 20 Booten, die am 24. und 25. September 1916 in der Nordsee versenkt wurde. Darüber hinaus wurde am 23. Oktober 1916 die britische Sloop Genista mit 1.250 BRT vor der irischen Westküste versenkt. Alle 73 Besatzungsmitglieder kamen dabei ums Leben.
Drei Tage nach der Versenkung der Genista traf U 57 auf die 10.320 BRT große Rowanmore. Das britische Frachtschiff war auf dem Weg von Baltimore nach Liverpool. Es wurde aufgebracht und per Torpedo versenkt. Dabei gab es keine Todesopfer.

## Verbleib
Das U-Boot überstand den Ersten Weltkrieg. Kurz nach Kriegsende, am 24. November 1918, wurde U 57 an Frankreich ausgeliefert. 1921 wurde das U-Boot in Cherbourg verschrottet.